# Língua filipina
O filipino (pilipino) é um dos idiomas oficiais da República das Filipinas, juntamente com o inglês. Mesmo assim, há uma grande riqueza étnico-linguística nesse vasto arquipélago-nação do sudeste asiático, sendo que existe, de acordo com estimativas, quase uma centena de idiomas e dialetos espalhados pelas ilhas e ilhotas do país. O filipino faz parte das família  malaio-polinésia e é, de facto, o  tagalog padrão.

## Características
Embora o idioma filipino tenha os seus fundamentos no tagalo, língua nativa predominante na região de Manila, também sofreu fortíssima influência do espanhol, justamente por Manila ter sido a sede da ocupação espanhola, a qual durou mais de 330 anos.
As influências ibéricas foram tão fortes que, ainda hoje, mais de 80% da população das Filipinas é católica. Na linguagem, para citar um exemplo específico, quando as pessoas se encontram em seu dia a dia, elas frequentemente se cumprimentam com um "Como está (pare)?", "Como está (mare)?", "Como está (pogui)?" e etc., dependendo do interlocutor. Evidencia-se, portanto, a existência de vínculos culturais notáveis entre os filipino-falantes e as culturas ibéricas e mesmo latino-americanas.

## História
Durante boa parte da primeira metade do século passado, a presença dos Estados Unidos nas Filipinas e a implantação de um sistema educacional baseado no modelo norte-americano fez com que também a língua inglesa viesse a ter forte influência no idioma filipino e na cultura do país. Como consequência, fala-se hoje da existência de um dialeto informal — o Taglish (de Tagalog misturado com English).
O idioma e a cultura das Ilhas Filipinas também absorveram marcantes influências de culturas, etnias e idiomas de povos com os quais praticaram o comércio antes do período do colonialismo espanhol (por exemplo árabe, chinês e outras línguas asiáticas).
Hoje, os cidadãos e cidadãs filipinos/as levam o seu idioma nacional filipino por todos os continentes do mundo, especialmente nos países mais ricos da Europa, América do Norte, Oriente Médio e da Ásia onde a mão de obra nacional tem um custo mais elevado do que na maioria dos países do mundo, especialmente em sua nação de origem.

## Falantes no exterior
Nos Estados Unidos, cidades como Nova York, Los Angeles, San Francisco e Seattle possuem notáveis comunidades de imigrantes e/ou descendentes de pessoas da República das Filipinas. Em certos países do mundo, fala-se da existência de trabalhadores estrangeiros, inclusive de pessoas das Filipinas, que estariam trabalhando em condições análogas à escravidão (especialmente em países do Oriente Médio).

## Amostra de texto em filipino (Artigo 1 daDeclaração Universal dos Direitos Humanos)
Versão 1
Ang lahat ng tao'y isinilang na malaya at pantay-pantay sa karangalan at mga karapatan. Sila'y pinagkalooban ng katwiran at budhi at dapat magpalagayan ang isa't isa sa diwa ng pagkakapatiran.
Versão 2
Ang lahat ng tao ay ipinanganak na malaya at parepareho sa dignidad at mga karapatan. Sila ay binigyan ng katwiran at konsensiya at dapat makitungo sa isa't isa sa espiritu ng pagkakapatiran.
Português
Todos os seres humanos nascem livres e iguais em dignidade e direitos. São dotados de razão e consciência e devem agir em relação uns aos outros com espírito de fraternidade. 
(Tradução por Eugene Carmelo C. Pedro.)